# Sinfonía n.º 92 (Haydn)

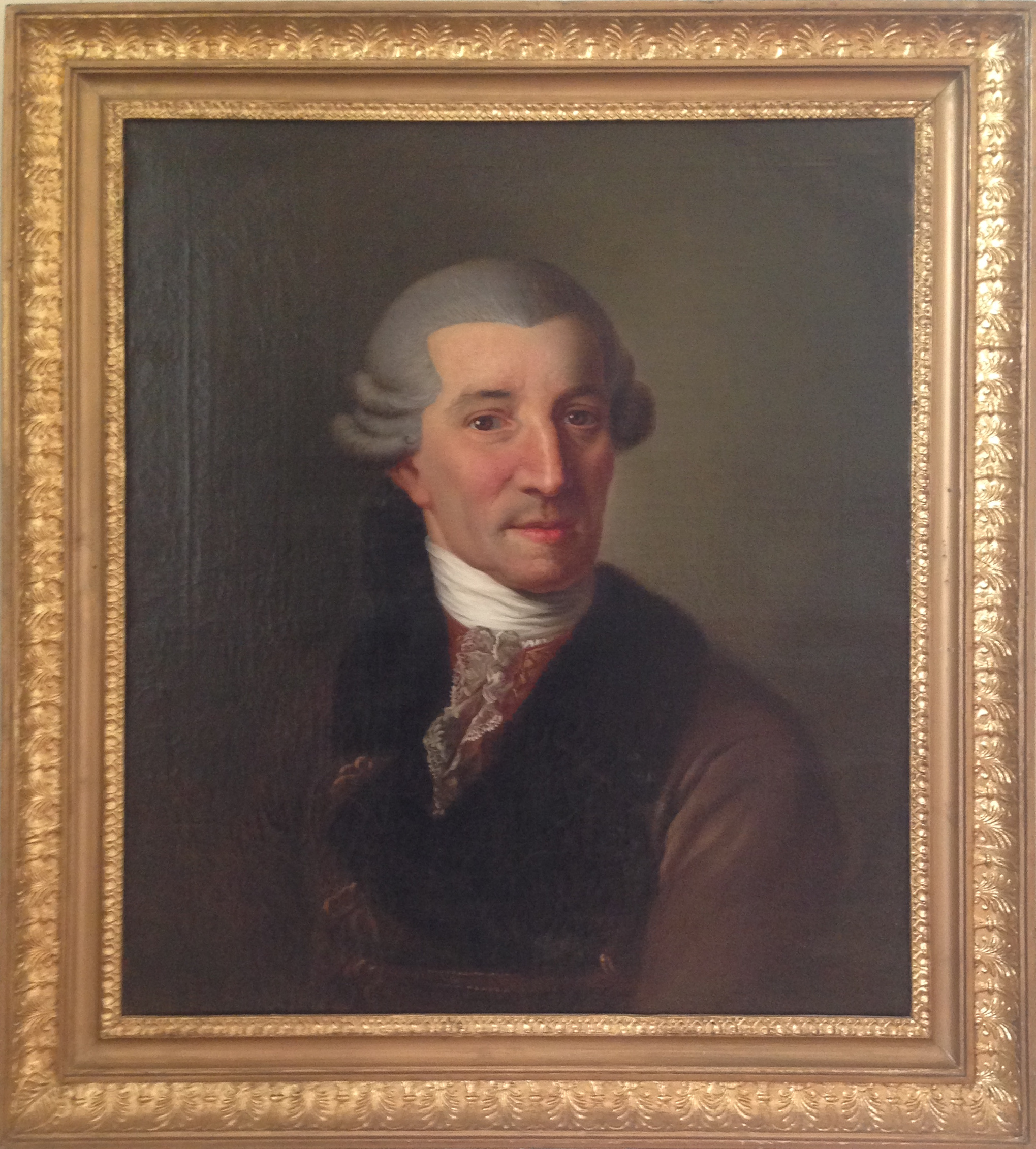
Haydn en 1785.

La Sinfonía n.º 92 en sol mayor, Hob. I:92, también conocida como Oxford o Letra Q, fue compuesta por Joseph Haydn en algún momento de 1788 o 1789.

## Historia
La producción sinfónica del maestro austríaco puede dividirse a grandes rasgos en tres bloques temporales: el primer bloque (1757-1761) se corresponde con su periodo al servicio del conde Carl von Morzin (n.º 1 - n.º 5); el segundo bloque en la corte Esterházy (1761-1790 pero con la última sinfonía para el público de Esterházy en 1781); y el tercer bloque (1782-1795) comprende las Sinfonías de París (n.º 82 - n.º 87) y las Sinfonías de Londres (n.º 93 - n.º 104). El 1 de mayo de 1761 el compositor firmó su contrato como vice-kapellmeister (más tarde kapellmeister) de la familia Esterházy, que nominalmente duró 48 años, hasta su muerte.
La composición de esta pieza se desarrolló en algún momento de 1788 o 1789. A finales de la década de 1780, tras muchos años de relativa oscuridad en la corte del príncipe Nicolás Esterházy, Haydn se convertiría en toda una celebridad en Europa. Las seis Sinfonías de París, compuestas por encargo del Concert de la Loge Olympique de París en 1785 y 1786, habían sido grandes éxitos y Haydn pronto se embarcaría en el primero de los viajes a Londres que sellarían su fama. Claude-François-Marie Rigoley, el conde de Ogny, había ayudado al compositor a participar en los conciertos de la Loge Olympique, y le encargó otras tres sinfonías. Las Sinfonías n.º 90, 91 y 92 de Haydn forman un trío de obras interconectadas creadas para el Concert de la Loge Olympique de París en los años inmediatamente anteriores al viaje a Inglaterra del compositor. En estas últimas sinfonías, y sin duda en las venideras Sinfonías de Londres, el gran maestro hace gala de un dominio absoluto e inconfundible tanto de la orquesta como del género sinfónico.
El sobrenombre Oxford porque Haydn la dirigió en una ceremonia en 1791, en la que fue condecorado con el doctorado honoris causa por la Universidad de Oxford. El nombre es considerado en ocasiones un término erróneo, ya que la sinfonía había sido escrita realmente para una interpretación anterior en París. Haydn recibió el doctorado poco después de su primera llegada a Inglaterra y, debido a que no había terminado de componer ninguna de las Sinfonías de Londres que compondría a la larga para Inglaterra, llevó a la ceremonia la más reciente de sus sinfonías completas. La aparición del compositor en Oxford fue un símbolo del éxito internacional que alcanzó a sus cincuenta años. Charles Burney, quien también logró doctorarse en música en la Universidad de Oxford, fue quien propuso la concesión del doctorado honoris causa a Haydn, y quien hizo todos los preparativos. Debido a que Haydn llegó a Londres antes de lo previsto, tuvo que dirigir una sinfonía que ya les resultaba familiar a los músicos de Oxford, ya que no había tiempo para ensayarla. Pero no se sabe a ciencia cierta si la Sinfonía n.º 92 fue realmente la elegida para el concierto que seguía a la ceremonia. El maestro tenía previsto dirigir tres concertos en Oxford como requisito esencial para obtener el doctorado honorífico. Se programó un ensayo para la segunda mañana y esa misma tarde la Sinfonía Oxford fue interpretada con un éxito tan rotundo como el que había conseguido en los conciertos de Londres de Johann Peter Salomon (Salomon se convertiría poco después en el empresario responsable de que Haydn escribiese sus doce Sinfonías de Londres).
El sobrenombre Letra T hace alusión a un antiguo método de catalogación de la producción sinfónica de Haydn.
El estreno de esta sinfonía pudo tener lugar en la Loge Olympique, pero nadie lo sabe con certeza.

## Instrumentación
La partitura está escrita para una orquesta formada por:
- Viento madera: 1 flauta, 2 oboes y 2 fagotes.
- Viento metal: 2 trompas y 2 trompetas.
- Percusión: timbales.
- Cuerda: una sección de cuerdas con 2 violines, viola, violonchelo y contrabajo.

En cuanto a la participación del clavecín como bajo continuo en las sinfonías de Haydn existen diversas opiniones entre los estudiosos: James Webster se sitúa en contra; Hartmut Haenchen a favor; Jamie James en su artículo para The New York Times presenta diferentes posiciones por parte de Roy Goodman, Christopher Hogwood, H. C. Robbins Landon y James Webster. A partir de 2019 la mayor parte de las orquestas con instrumentos modernos no utiliza el clavecín como continuo. No obstante, existen grabaciones con clavecín en el bajo continuo realizadas por: Trevor Pinnock (Sturm und Drang Symphonies, Archiv, 1989-1990); Nikolaus Harnoncourt (n.º 6–8, Das Alte Werk, 1990); Sigiswald Kuijken (incluidas las Sinfonías de París y Londres; Virgin, 1988-1995); Roy Goodman (Ej. n.º 1-25, 70-78, 82-87; Hyperion, 2002).

## Estructura y análisis
La sinfonía consta de cuatro movimientos:
- I. Adagio – Allegro spiritoso, en sol mayor 3
4
- II. Adagio cantabile, en re mayor 2
4
- III. Menuet. Allegretto – Trio, en sol mayor 3
4
- IV. Finale. Presto, en sol mayor 2
4

La interpretación de esta obra dura aproximadamente entre 25 y 30 minutos. 

### I.Adagio – Allegro spiritoso
El primer movimiento, Adagio – Allegro spiritoso, está escrito en la tonalidad de sol mayor, en compás de 3/4 y sigue la forma sonata. Haydn distingue cada sección de la forma sonata mediante el empleo de grandes contrastes entre pasajes estables e inestables. Se inicia con una introducción lenta, marcada Adagio, en la tónica que modula al homónimo y después a la dominante. Le sigue el cuerpo principal del movimiento de apertura, marcado Allegro spiritoso, que empieza con el primer tema en la tónica pero sobre un acorde de séptima de dominante. Este procedimiento es muy inusual en las sinfonías de la época, pero refleja un aspecto de las cualidades compositivas del maestro austríaco. Debido a que el resto de la sinfonía presentará muchas de las ideas mostradas en este primer tema, esta sinfonía ha sido calificada de monotemática. Tras el primer tema aparece la sección de transición, que permite modular a la dominante. El segundo tema comienza con la idea que inicia la sinfonía, pero en la dominante. Conforme el tema va progresando, éste entra en una sección en modo menor antes de llegar al tema de cierre. Permanece en la dominante en el cierre. En el desarrollo se utilizan temas de la exposición, para desarrollarlos y embellecerlos. Añade secciones de cambio del sujeto y digresión con respecto al tema original, así como momentos de silencio. Todas esas cualidades del desarrollo son muy típicas de Haydn. Además, hace aparecer un intrincado contrapunto.

### II.Adagio cantabile
El segundo movimiento, Adagio cantabile, está en re mayor, en compás de 2/4 y adopta una forma ternaria. El movimiento lento cuenta con una melodía lenta y cantable. Haydn, sin embargo, añade una intensa sección central en el modo menor. Este interludio se basa en un motivo de la sección inicial, un regreso reducido de la sección en modo mayor precede a un pasaje del movimiento que se caracteriza por la importancia de los vientos.

### III.Menuet. Allegretto– Trio
El tercer movimiento, Menuet. Allegretto – Trio, está en sol mayor, en compás de 3/4 y también responde a una forma ternaria ABA (bärform). Tanto el minueto como el trío se hallan en una forma binaria con repeticiones. Con el objetivo de crear una pieza más entretenida para el oyente, Haydn escribió el minueto con frases de seis compases de extensión (en oposición a las habituales frases de cuatro compases) y añade síncopas y pausas. Todas estas características resultaban muy cómicas para el público de la época, ya que no eran usuales.

### IV.Finale.Presto
El cuarto y último movimiento, Finale'. Presto, retoma la tonalidad inicial y el compás de 2/4. El Finale se centra en el sentimiento de tensión y libertad. Con la intención de hacer llegar esta cualidad al oyente, Haydn escribe este movimiento en forma sonata, con un carácter ligeramente más rápido y una extensión algo inferior a la del primer movimiento, creando un ambiente de cierre de la obra.